# SIA Engineering Company
SIA Engineering Company Limited (SIAEC) ist ein führender Anbieter von Instandhaltung, Reparatur und Überholung für Flugzeuge. Das Unternehmen ist im Straits Times Index an der Singapore Exchange gelistet.

## Positionierung auf dem Markt
Zum Kundenstamm des Unternehmens gehören mehr als 80 Fluggesellschaften und Unternehmen der Raumfahrtindustrie. Im Changi Flughafen in Singapur ist es für die Instandhaltung von mehr als 60 internationalen Fluggesellschaften zuständig. SIAEC hat die Erlaubnis, in 23 Ländern Instandhaltung, Reparatur und Überholung durchzuführen, darunter unter anderem die USA, mehrere europäische Länder und Japan.
SIAEC hatte 2003/2004 Einnahmen in Höhe von zwei Milliarden S$. 77 % davon kam von anderen Fluggesellschaften als Singapore Airlines. 

## Kooperationen und Tochtergesellschaften
SIEAC hat 19 Joint Ventures mit Produzenten von Flugzeugteilen in Singapur, Irland, Taiwan, Indonesien und den Philippinen.
An folgenden Unternehmen hält SIAEC die Mehrheit der Anteile:
- SIAEC Global (86,6 %)
- SIAEC Services (86,6 %)
- Singapore Jamco (56,3 %)